# Роста
Роста (італ. Rosta, п'єм. Rosta) — муніципалітет в Італії, у регіоні П'ємонт,  метрополійне місто Турин.
Роста розташована на відстані близько 540 км на північний захід від Рима, 19 км на захід від Турина.
Населення — 4845 осіб (2014).
Покровитель — святий Архангел Михаїл.

## Демографія
Населення за роками:

Станом на 1 січня 2023 року в муніципалітеті офіційно проживав 191 іноземець з 34 країн, серед них 123 громадяни країн Євросоюзу та 7 громадян України.

## Сусідні муніципалітети
- Буттільєра-Альта
- Казелетте
- Реано
- Риволі
- Вілларбассе